# 逆切れガンジー
逆切れガンジー（ぎゃくぎれガンジー）は、ピン芸人のジェットイラブとお笑いコンビの『トリコロール』が一緒になって結成されたお笑いトリオ。東村プロダクション所属。

## 概説
- 2003年に結成。
- かつては、ピン芸人『ジェットイラブ』時代、コンビ『トリコロール』時代から全員がオフィス★怪人社に所属していたが、その後フリーで活動している。
- オフィス★怪人社ライブ、倉庫の二階ライブなどで活動。
- 2006年1月17日、全員気が狂う。そのためお笑いの呪縛から解放され、びっくり集団となる（公式サイト『WE ARE 逆切れガンジー』での記載に基づく）。

## メンバー
- ジェットイラブ（1976年3月9日 - ）

兵庫県神戸市出身、身長175cm、体重80kg、O型。
ピン芸人になる前に「パソコンズ」というコンビでも活動していた。
- 奥さん竹本です（1976年3月1日 - ）

大阪府出身、身長181cm、体重73kg。前「トリコロール」メンバー。
- 黒木ほうれんそう（1973年2月9日 - ）

東京都出身、身長166cm、体重60kg。前「トリコロール」メンバー。

## 出演
- 森田一義アワー 笑っていいとも! （フジテレビ） - ジェットイラブのみ
- 退屈貴族 （フジテレビ） - ジェットイラブのみ
- ストリートファイターズ （テレビ朝日）